# Lauxania gagatina
Lauxania gagatina är en tvåvingeart som beskrevs av Friedrich Hermann Loew 1852. Lauxania gagatina ingår i släktet Lauxania och familjen lövflugor.
Artens utbredningsområde är Moçambique. Inga underarter finns listade i Catalogue of Life.